# V for Vendetta (película)
V for Vendetta (titulada V de Venganza en Hispanoamérica y V de Vendetta en España) es una adaptación al cine de la novela gráfica V for Vendetta perteneciente al subsello de DC Comics, Vertigo Comics, escrita por Alan Moore e ilustrada por David Lloyd. La película fue dirigida por el australiano James McTeigue y producida por Joel Silver y las hermanas Wachowski, quienes además se encargaron de escribir el guion. Está protagonizada por Natalie Portman en el papel de Evey Hammond y Hugo Weaving como V.
La película toma como punto de partida la conspiración de la pólvora, ocurrida en 1605 y en la que un grupo de católicos fueron detenidos y ejecutados por intentar destruir el Parlamento del Reino Unido con el objetivo de matar al rey Jacobo I y acabar así con la persecución religiosa contra los católicos. La trama tiene lugar en un futuro ficticio y muestra a V, un combatiente por la libertad que se oculta bajo una máscara de Guy Fawkes y que persigue la destrucción de un estado fascista ubicado en Inglaterra.
El escritor de la novela gráfica, Alan Moore, no estuvo de acuerdo con algunos aspectos del guion y finalmente exigió que su nombre se retirara de los créditos de la película; por otro lado, el ilustrador David Lloyd sí apoyó la adaptación y aparece acreditado. Las partituras para la banda sonora fueron compuestas por el italiano Dario Marianelli, aunque también se incluyen piezas vocales de Julie London, Cat Power, Antony and the Johnsons; así como fragmentos de la Obertura 1812 de Chaikovski. El álbum salió a la venta el 21 de marzo de 2006.
En un principio, la fecha de estreno planeada por los realizadores fue el 5 de noviembre de 2005, día en el que se cumplían 400 años desde los hechos ocurridos en la conspiración de la pólvora, pero finalmente fue retrasado hasta el 17 de marzo de 2006. Algunos rumores apuntaron que el motivo para el cambio de fecha era la proximidad de los atentados ocurridos en el metro de Londres ese mismo año, pero los realizadores afirmaron que se debió a algunos problemas en la posproducción.

## Trama
La historia comienza el 4 de noviembre de una ucronía en la que Reino Unido es gobernado no por un monarca sino por un partido dictatorial ultraconservador y fascista llamado Fuego Nórdico, al frente del cual se encuentra el líder Adam Sutler (John Hurt). Evey Hammond (Natalie Portman), una mujer que trabaja para la British Television Network (BTN), la cadena gubernamental de televisión, es atacada por dos miembros de la policía secreta que la acusaban de violar el toque de queda. Sin embargo, acaba siendo salvada por un extraño individuo enmascarado que se hace llamar V (Hugo Weaving) y que la lleva a un tejado para presenciar la destrucción del edificio Old Bailey, organizada por él. A la mañana siguiente, el régimen informa que el incidente fue una demolición planeada con anterioridad, pero V toma la cadena BTN y desde allí envía un mensaje en el que se otorga la autoría del atentado y le pide a la población que le acompañen el 5 de noviembre del siguiente año, fecha en la que promete destruir el Parlamento del Reino Unido.

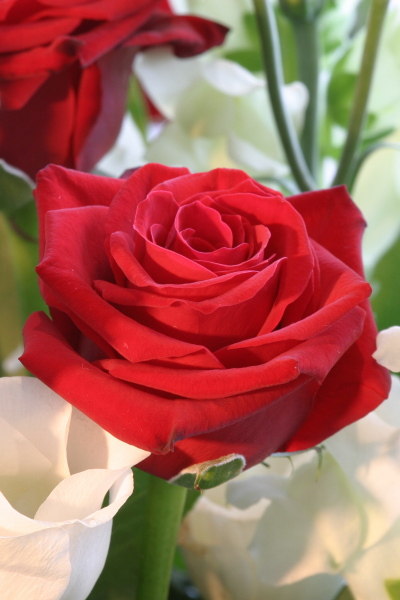
El personaje de V deja siempre una rosa roja junto al cuerpo de sus víctimas.

Evey ayuda a escapar a V del edificio de la BTN, poniéndose ella misma en peligro al hacerlo. De nuevo, V la salva y la lleva a su guarida subterránea, donde permanece contra su voluntad para evitar que la capture la policía; no obstante, tiempo después, Evey descubre que V está asesinando a los funcionarios de gobierno y, aterrorizada, aprovecha una oportunidad para escapar y refugiarse en casa de su amigo y superior dentro de BTN, Gordon Deitrich (Stephen Fry). Una noche, la policía irrumpe en la casa de Gordon debido a una sátira que su programa de televisión que realiza para burlarse del líder del régimen, Sutler. Evey es capturada al intentar escapar y es encarcelada, en donde le rasuran la cabeza completamente. Durante las torturas a las que es sometida con el fin de revelar el paradero de V, su único consuelo es la lectura de una carta que encuentra en su celda y en la que Valerie (Natasha Whitgman), una mujer lesbiana, cuenta su vida antes de prisión. Finalmente, al no acceder a declarar, es liberada y descubre que en realidad su captor era V y que todo lo que le habían hecho era un engaño (a excepción de la carta de Valerie -quien realmente existió- la cual había sido encontrada por V durante su estadía en prisión). Es entonces cuando la joven se da cuenta de que, al haberse enfrentado a su propia muerte, ya puede vivir sin miedo y deja a V con la promesa de que regresará antes del 5 de noviembre.

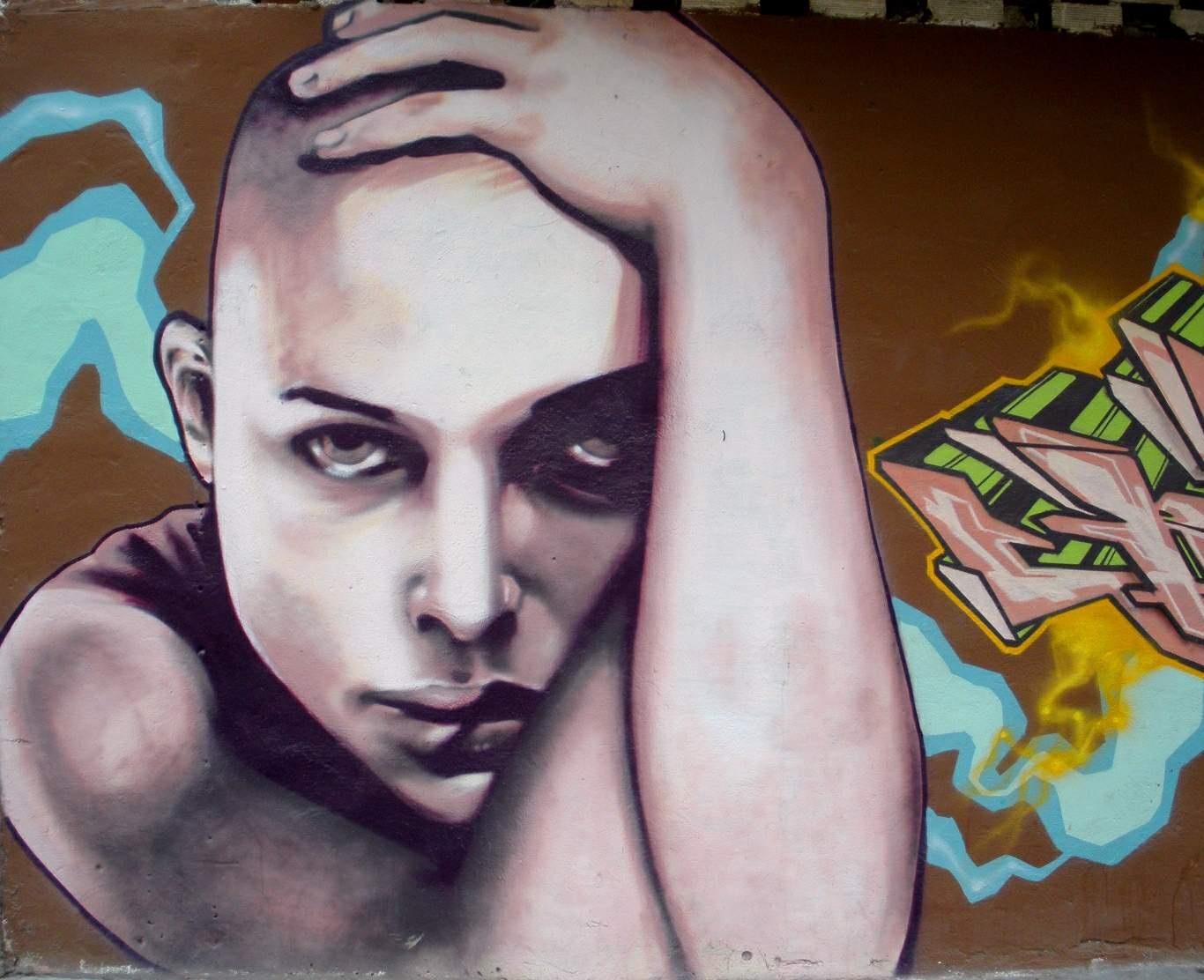
Grafiti de Evey rapada

Al mismo tiempo, Eric Finch (Stephen Rea), un inspector de la policía que había estado siguiendo el caso de V, comienza a encontrar relaciones entre el enmascarado y los asesinatos de los funcionarios del gobierno. Un día recibe un mensaje donde alguien le cita para hablar y al acudir, un extraño mendigo (V disfrazado) le cuenta cómo veinte años atrás el actual gobierno organizó unos atentados bacteriológicos para obtener el poder mediante la generación del miedo en la población. V fue uno de los prisioneros que el gobierno encerró en el centro de detención de Larkhill, donde se llevaban a cabo experimentos con humanos. Su nombre deriva del número de celda en la que estuvo encerrado, el número cinco en números romanos. De todos los sujetos de pruebas, sólo él sobrevivió a los experimentos, adquiriendo una mayor habilidad física y psíquica, lo que le llevó a destruir el centro y a escapar, sufriendo terribles quemaduras a causa de las explosiones. A partir de esta revelación, el inspector Finch se da cuenta de lo que ocurrirá y mientras explica el plan de V a su compañero, comienzan a formarse numerosas revueltas en Londres, iniciadas a causa del asesinato de una niña que llevaba una máscara de Guy Fawkes por parte de un miembro de la policía secreta.
Llegado el 5 de noviembre, Evey visita a V y este le muestra un tren cargado de explosivos con el que destruirá el Parlamento a través de una vía abandonada del metro de Londres. Creyendo que una decisión como esa ya no le pertenece, V le delega la destrucción del Parlamento a Evey y se marcha para enfrentarse a Peter Creedy (Tim Pigott-Smith), jefe de la policía secreta británica. Este, como parte de un acuerdo que había realizado con V anteriormente, secuestró al líder Sutler a cambio de que él se entregaría. A pesar del asesinato del líder a manos del jefe de la policía secreta, V se niega a entregarse y, tras recibir numerosos disparos, la mayoría de los cuales detiene gracias a una armadura escondida, mata a Creedy y a sus hombres antes de que puedan recargar las armas. Mortalmente herido, regresa junto a Evey y finalmente, tras confesarle su amor hacia ella, muere. Ella deposita su cuerpo en el tren junto a los explosivos, pero cuando se encuentra a punto de accionar la palanca que lo pone en funcionamiento, el inspector Finch la descubre e intenta detenerla. Al haber descubierto la corrupción del régimen de Fuego Nórdico, el inspector acaba permitiendo que Evey culmine el plan de V. Mientras tanto, muchas personas salen a las calles de Londres y, utilizando las máscaras de Guy Fawkes que V había enviado al pueblo, marchan hacia el Parlamento, donde las fuerzas militares bajan la guardia ante la acción rebelde de los civiles. Finalmente, llegada la medianoche, mientras suena la Obertura 1812 de Chaikovski por los altavoces de la ciudad, el edificio es destruido por los explosivos que transportaba el tren.

## Guion
La película fue creada por gran parte del equipo que trabajó en la trilogía de Matrix. En 1988, el productor cinematográfico Joel Silver adquirió los derechos de rodaje de dos de las obras del escritor Alan Moore: V for Vendetta y Watchmen. Las hermanas Wachowski eran fanáticas de la primera, por lo que a mediados de la década de 1990, antes de comenzar a trabajar en The Matrix, escribieron un esbozo del guion que plasmaba el contenido de la novela gráfica. Durante la posproducción de The Matrix Reloaded y The Matrix Revolutions, las hermanas revisaron dicho guion y ofrecieron el cargo de director a James McTeigue. Fue entonces cuando agregaron elementos para condensar y modernizar la historia, intentando preservar al mismo tiempo la integridad de la novela gráfica y su temática.
Alan Moore se disoció completamente de la película debido a su falta total de participación en la confección y dirección del argumento y a una serie de disputas sobre las adaptaciones cinematográficas de sus trabajos. Canceló la relación con su editorial, DC Comics, después de que su socia, Warner Bros., decidiera retirar las supuestas declaraciones de Moore aprobando la adaptación. El escritor dijo que el guion tenía demasiados agujeros en la trama y que la línea argumental iba en dirección opuesta a su obra original (la confrontación de dos ideas políticas extremas: el fascismo y el anarquismo), convirtiéndose en una historia sobre «el neoconservadurismo estadounidense contra el liberalismo estadounidense». De acuerdo a su deseo expreso, el nombre de Moore no figuró en los créditos finales de la película. Por el contrario, el cocreador e ilustrador de V for Vendetta, David Lloyd, apoyó la versión cinematográfica comentando que el guion era muy bueno y que Moore sólo sería feliz con una adaptación completa y fiel del libro a la pantalla.

## Reparto y personajes

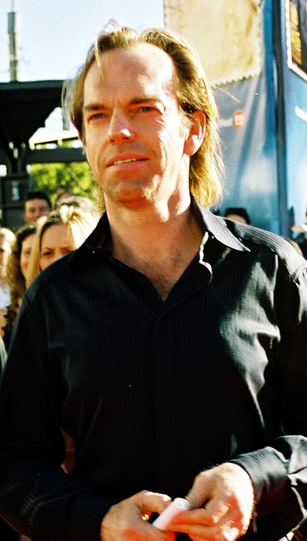
El actor Hugo Weaving reemplazó a James Purefoy en el papel de V cuando este dejó la película durante su rodaje.

El australiano Hugo Weaving interpreta a V. Este misterioso personaje es reconocido por su máscara de Guy Fawkes, un conspirador británico arrestado en 1605 por intentar hacer explotar el Parlamento del Reino Unido con el fin de acabar con las persecuciones religiosas. En un principio, el actor James Purefoy fue el encargado de interpretar a V, pero abandonó el proyecto seis semanas después de iniciar el rodaje, frustrado por el hecho de utilizar la máscara durante toda la película. Así fue como Weaving, quien ya había trabajado con Joel Silver y las hermanas Wachowski en la trilogía de Matrix interpretando al agente Smith, el principal antagonista de las películas, fue el encargado de reemplazarle. A pesar de esto, algunas partes de V for Vendetta contienen escenas en las que aparece Purefoy, aunque dobladas por Weaving. Su voz en español de España es de Armando Carreras y en español latino es de Gerardo Reyero.[cita requerida]

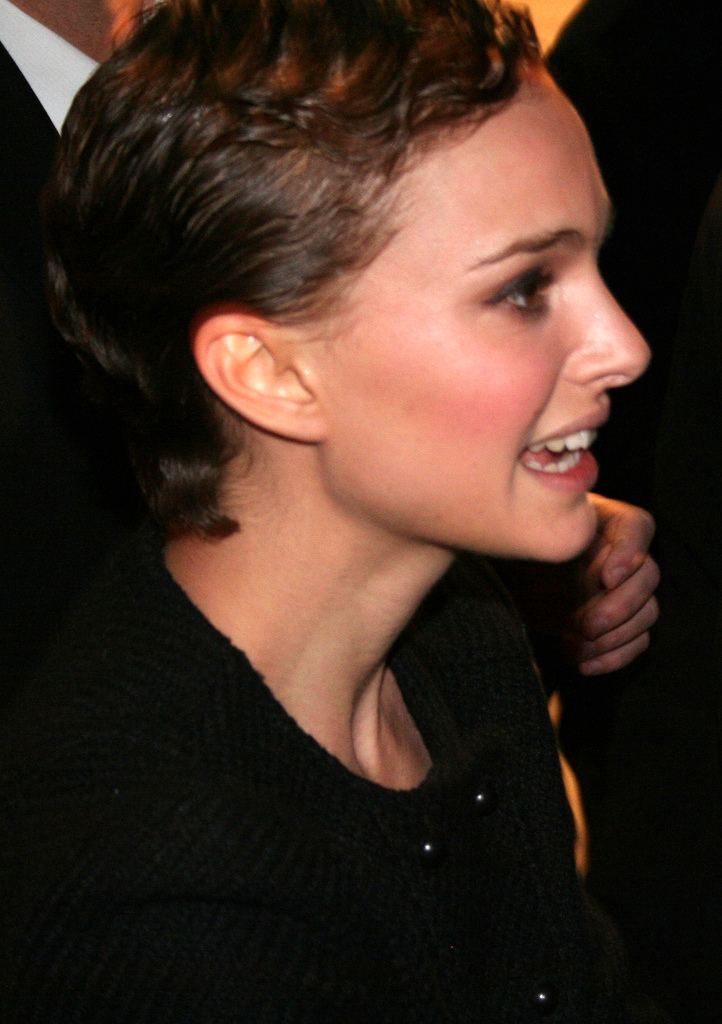
Natalie Portman, intérprete de Evey Hammond, en el Festival Internacional de Cine de Berlín.

La actriz Natalie Portman, quien ya había trabajado con el director James McTeigue en la segunda entrega de la saga de Star Wars, El ataque de los clones, fue la encargada de interpretar a Evey Hammond, una empleada de la cadena gubernamental British Television Network (BTN), a la que V salva al comienzo de la película. Durante la preparación del papel, Portman leyó la autobiografía del primer ministro de Israel Menájem Beguin, en la que describe su encarcelamiento por parte de los soviéticos y la posterior dirección de Irgún, una organización paramilitar que realizó una serie de actividades terroristas con el fin de expulsar a los británicos de Palestina. También vio The Weather Underground (2002), un documental sobre la organización radical estadounidense Weatherman que, a principios de la década de 1970, liberó de prisión a Timothy Leary y bombardeó el Capitolio, el Pentágono y el edificio Harry S. Truman del Departamento de Estado. Además, trabajó con la dialectóloga Barbara Berkery para lograr conseguir un acento británico de mejor calidad e hizo que su papel tuviera algunos puntos en común con Mathilda Lando, personaje que interpretó en la película Léon (1994), pues según ella "la relación entre V y Evey tiene complicaciones como las de esa película". Su voz en el doblaje español es de Nuria Trifol y en el realizado en México para América Latina es de Cristina Hernández.[cita requerida]
Stephen Rea interpreta al inspector Eric Finch, quien lidera la investigación de V y durante la cual descubre un crimen masivo perpetrado por el gobierno. El actor está conectado indirectamente con la trama de la película, ya que estuvo casado con Dolours Price, exmiembro de la organización IRA Provisional y quien fue encarcelada por un atentado en el Old Bailey, la Central del Crimen de Inglaterra. Cuando se le consultó si el tema político fue el que lo atrajo de la película, Rea respondió "Bueno, no creo que la película fuese muy interesante si solo se tratase de cosas de un cómic. Los temas políticos son los que le dan dimensión y actualidad a la película y, por supuesto, estoy interesado en la política. ¿Por qué no lo estaría?". Su voz en el doblaje español es de Ricky Coello y en el mexicano es de José Luis Orozco.[cita requerida]
John Hurt es el encargado de dar vida al líder Adam Sutler, fundador del partido fascista Fuego Nórdico y dictador de facto de Gran Bretaña. Hurt le interpretó de una forma diametralmente opuesta a otro de sus personajes, Winston Smith, de la película 1984 basada en la novela homónima de George Orwell. Su voz en el doblaje español es Ricardo Solans y en el doblaje mexicano es Jesse Conde.

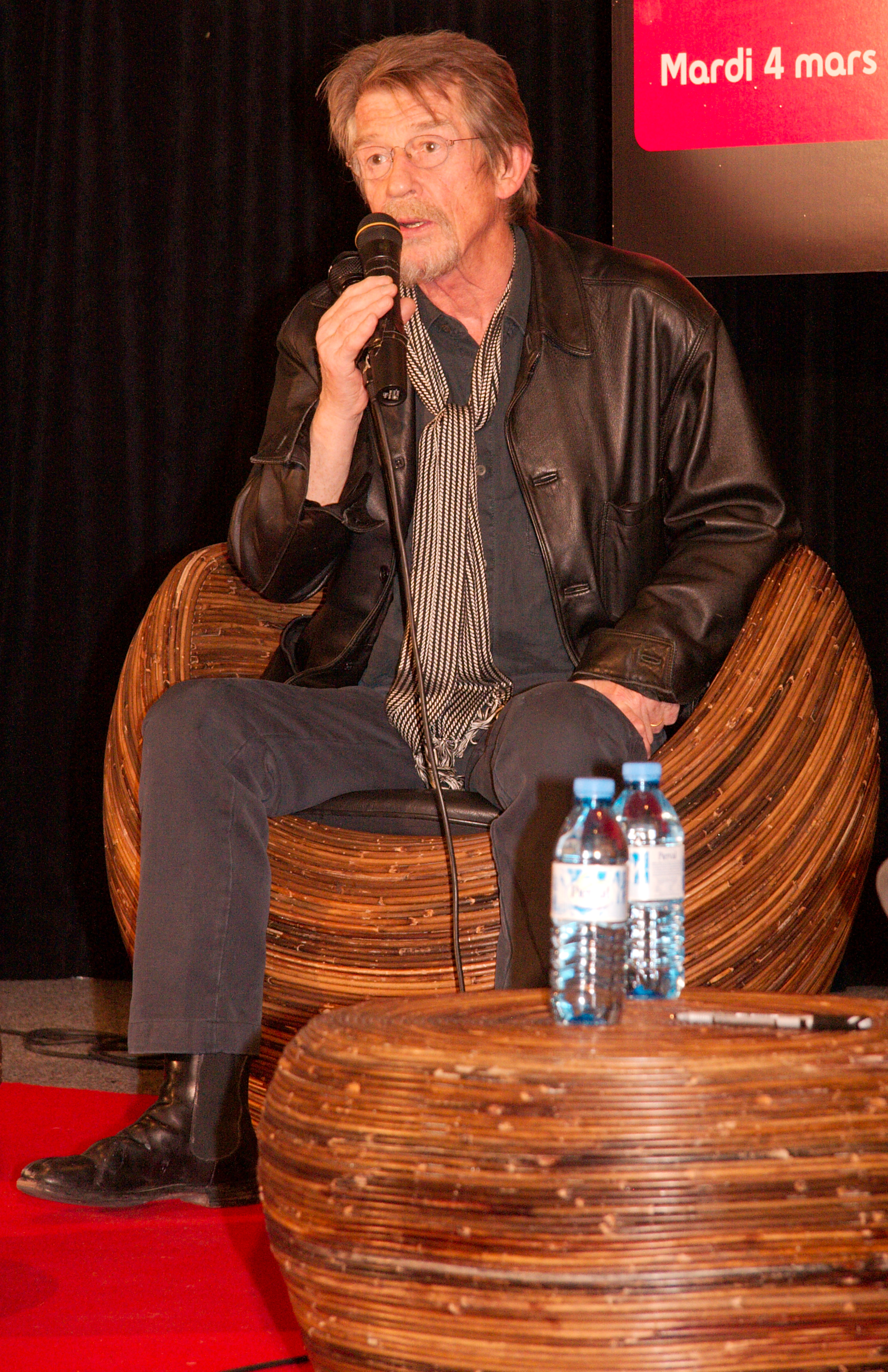
John Hurt, intérprete del líder Adam Sutler, en el Fnac de París (Francia), en 2007.

Stephen Fry interpreta a Gordon Deitrich, el presentador de un programa televisivo que esconde su homosexualidad por temor a las restricciones y la persecución que el régimen gubernamental realiza hacia la comunidad homosexual. Cuando le consultaron a Fry sobre lo que más le gustaba de su papel, este respondió "¡Ser golpeado! No he sido golpeado antes en una película y estaba muy ansioso ante la idea de ser asesinado a golpes.". Su voz en el doblaje español es de Juan Carlos Gustems y en el doblaje mexicano es de José Lavat.
En el papel de Anthony James Lilliman, un obispo pedófilo y corrupto de la abadía de Westminster, está John Standing, quien expresó en relación con el personaje: "disfruté muchísimo con él porque sus características son casi cómicas y terriblemente atroces. Un placer". Valerie Page, una lesbiana apresada por el gobierno, es interpretada por Natasha Wightman de adulta y por Imogen Poots de joven. Su papel simbólico como víctima fue recibido positivamente por la comunidad homosexual y el crítico Michael Jensen calificó su escena como «extraordinariamente poderosa, no solo porque está bellísimamente interpretada y bien escrita, sino también porque fue algo totalmente inesperado para una película de Hollywood». Roger Allam es Lewis Prothero, el personaje más público del gobierno de Fuego Nórdico, excomandante en Larkhill y presentador de televisión en la BTN. Su personaje fue considerado como una parodia ultraderechista de los presentadores y comentadores políticos Bill O'Reilly y Rush Limbaugh.
El resto del reparto está formado por: Clive Ashborn como Guy Fawkes, cuya historia se narra al comienzo de la película; Sinead Cusack como la doctora Delia Surridge, cabeza del centro de detención de Larkhill; Tim Pigott-Smith como Peter Creedy, miembro del gabinete de Fuego Nórdico y jefe del servicio secreto de la policía de Gran Bretaña; Rupert Graves como el detective Dominic Stone, compañero del inspector Finch en la investigación de V; Guy Henry como Conrad Heyer, otro miembro de Fuego Nórdico y jefe de "El Ojo", el departamento de vigilancia visual; Eddie Marsan como Brian Etheridge, otro miembro más de Fuego Nórdico y jefe de "El Oído", el departamento de control de audio; y Ben Miles como Roger Dascombe, cabeza de la maquinaria propagandística del líder Sutler.

## Producción

### Rodaje

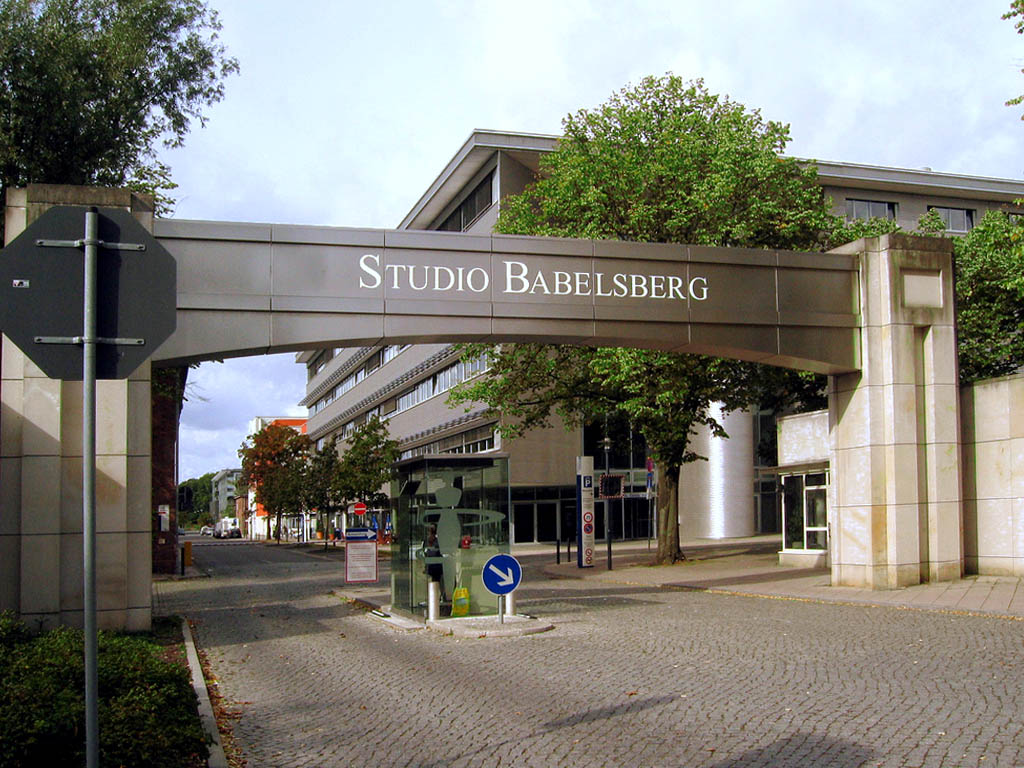
Los estudios Babelsberg, en Potsdam (Alemania), donde se rodó la mayor parte de la película.

La película fue filmada en Londres (Inglaterra) y Potsdam (Alemania), comenzando el rodaje el 7 de marzo de 2005 en los estudios Babelsberg de dicha ciudad alemana. La mayoría de las escenas fueron rodadas allí tras diez semanas de trabajo, aunque también se recrearon algunas secuencias en exteriores en la cercana capital alemana, Berlín: el flashback del ascenso al poder de Fuego Nórdico fue rodado en Gendarmenmarkt, el campo de concentración de Larkhill en una antigua granja, y la habitación del obispo Lilliman en un castillo de Potsdam.
Después, el equipo de rodaje se trasladó a la capital del Reino Unido durante dos semanas. El flashback de V en el que se muestra como escapa del campo de concentración de Larkhill entre las llamas, fue grabado en esta misma localidad, mientras que las escenas que transcurren en las ruinas del metro de Londres se recrearon en la vieja estación de Aldwych de la Piccadilly Line, actualmente en desuso. Para la escena final en Westminster, el área de Trafalgar Square y Whitehall hasta el Parlamento Británico y el Big Ben, se cortaron las vías de acceso a la zona durante tres noches consecutivas, desde medianoche hasta las cinco de la madrugada. Tras nueve meses de negociaciones, el supervisor de localizaciones Nick Daubeney logró que, por primera vez en la historia, este lugar, con un fuerte operativo de seguridad permanente, fuera cercado para posibilitar un rodaje. El hijo del por entonces primer ministro Tony Blair, Euan, trabajó en la producción de la película y colaboró con los directores para obtener acceso sin restricciones en la zona. Este hecho generó algunas críticas hacia Blair por parte de un miembro del Parlamento, David Davis, a raíz del contenido de la película y finalmente los realizadores negaron la participación del hijo de Blair en la película.
El rodaje finalizó de manera oficial el 8 de junio de 2005. El director James McTeigue dijo más tarde en la página web oficial de la película que La batalla de Argel (1965), dirigida por el italiano Gillo Pontecorvo y basada en la guerra de Independencia de Argelia, fue su principal influencia durante la preparación de V for Vendetta.

### Diseño

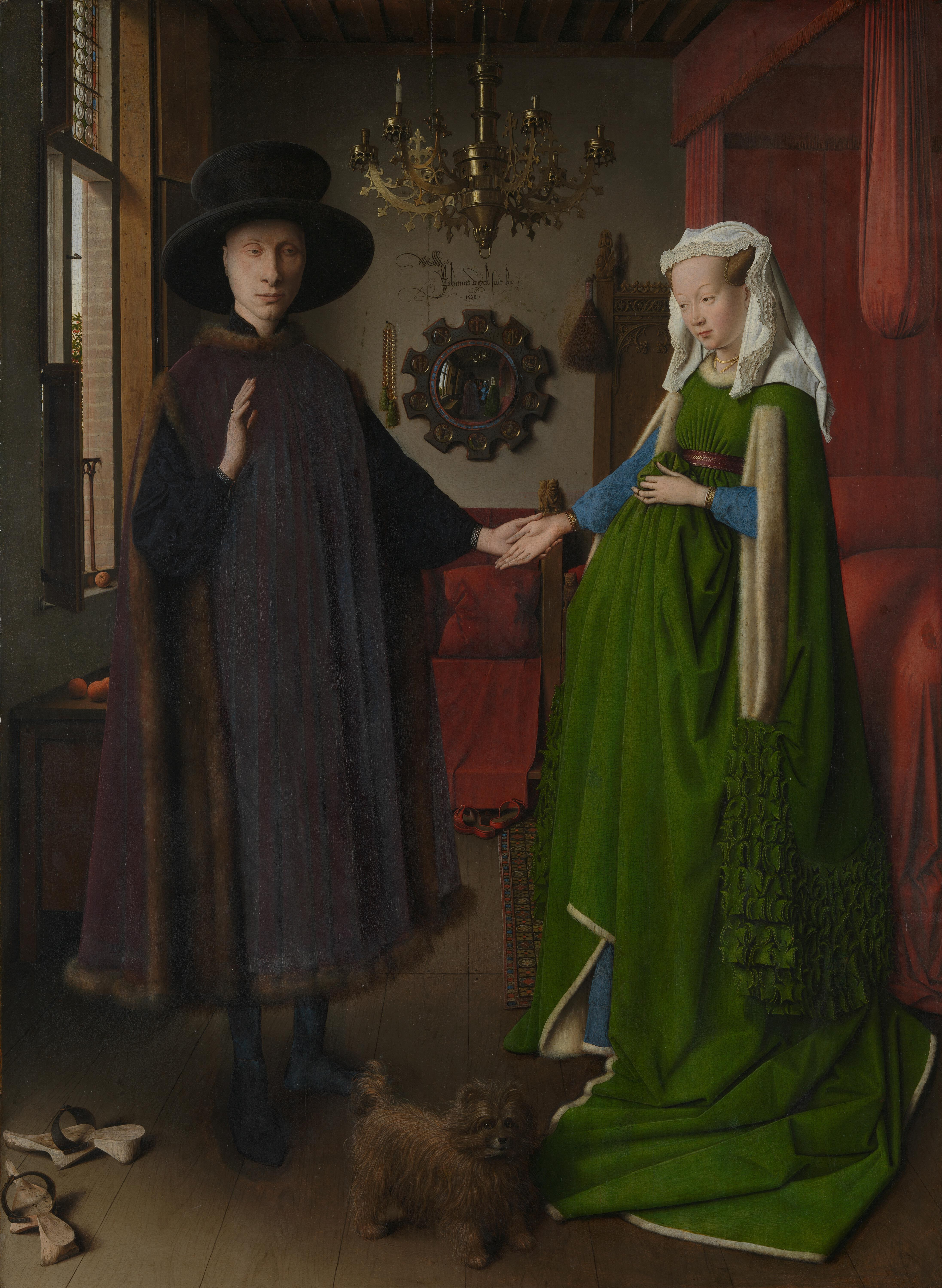
El Retrato de Giovanni Arnolfini y su esposa, de Jan van Eyck, uno de los numerosos cuadros que V tiene guardados en su casa.

El equipo de diseño, al mando de Owen Paterson, usó en la película una paleta cromática de grises para evocar el cierto aspecto lúgubre y pesado del clima totalitarista del futuro Londres. Construyeron 89 decorados para el rodaje en los estudios Babelsberg. El más grande de ellos fue construido en el mismo lugar donde el director Fritz Lang rodó la película Metrópolis (1927), y en él se recreó la Galería de las Sombras, el hogar de V y donde este guarda numerosos objetos y obras de arte prohibidos por el régimen de Sutler. El decorado fue diseñado como una mezcla entre iglesia y cripta, con la forma de un as de tréboles, de forma que poseía un espacio central y varias cámaras a su alrededor. El departamento artístico, conducido por el diseñador de decorados Peter Walpole, afirmó que uno de sus mayores retos de la producción fue conseguir los derechos para reproducir las numerosas obras de arte que V guarda en su galería.
En Londres, con el objetivo de que el escenario adquiriera el aspecto sombrío de la película, el departamento artístico tuvo que retirar todos los carteles publicitarios y las señales de transporte público, y añadieron las cámaras de vigilancia y los altavoces. Además del permiso para rodar en Whitehall, el equipo necesitó otro para utilizar armas artificiales y los antiguos tanques del ejército. Para los atentados de V, los miniaturistas conducidos por José Granell construyeron réplicas a gran escala del Big Ben, del Parlamento del Reino Unido y del Old Bailey. Aunque las explosiones se hicieron en realidad con las miniaturas, también se añadieron algunos efectos por ordenador.
El vestuario de la película estuvo al cargo de Sammy Sheldon. El director James McTeigue quería que el traje de V fuera una mezcla entre las vestimentas de la época de Guy Fawkes (siglo XVII) y las de un pistolero. A pesar de ello, se le dio un aspecto más acorde con el presente y el sombrero fue acortado con respecto a los usados en la época de Fawkes. De la misma forma que el vestuario, las dagas que utiliza V son una mezcla del diseño moderno y del de esa época.
Paterson, junto con McTeigue y el director artístico, Stephan Gessler, se encargó además de elaborar la máscara de V. Su diseño se basó en la que el personaje usa en la novela gráfica, que a su vez está basada en las máscaras de Guy Fawkes, pero mezclando su aspecto con la de un arlequín. Para darle expresividad barajaron la posibilidad de utilizar efectos por ordenador, aunque finalmente se decantaron por una máscara fija que, a través de distintas técnicas de iluminación y de la interpretación de Hugo Weaving, parecía adquirir varias expresiones. El escultor Berndt Wenzel realizó siete máscaras diferentes en arcilla, fundidas en fibra de vidrio y pintadas con aerógrafo, entre las que McTeigue eligió la definitiva.

## Música
La banda sonora de V for Vendetta fue puesta a la venta el 21 de marzo de 2006 por la compañía discográfica Astralwerks. Las partituras originales fueron creadas por el compositor italiano Dario Marianelli, autor de otras bandas sonoras como la de Orgullo y prejuicio, que le valió una nominación a los premios Óscar. También se incluyen en el álbum tres obras vocales: "Cry me a river" de Julie London, "Bird gerhl" de Antony and the Johnsons, y una versión interpretada por la cantautora Cat Power de la canción "I found a reason", de la banda de rock The Velvet Underground. Tal y como es mencionado en la película, estas canciones son algunas de las 872 prohibidas que el personaje de V posee en su gramola. El clímax de la Obertura 1812 del ruso Piotr Ilich Chaikovski es transmitido por los altavoces de Londres cuando V realiza sus atentados contra el Old Bailey y el Parlamento del Reino Unido y el tema está incluido en la banda sonora bajo el título Knives and Bullets (and Cannons too) (traducido al español como Dagas y balas (y cañones también)).
Hay tres canciones que aparecen en los créditos finales de la película, pero que no están incluidas en la banda sonora: «Street Fighting Man» de The Rolling Stones, «Out of sight» de Spiritualized, y una versión especial del tema «BKAB», de Ethan Stoller, en la cual, manteniendo el tono revolucionario de la película, se incluyen fragmentos del discurso Un poder negro, del líder nacionalista negro Malcolm X, y de A todas las mujeres de América, de la escritora feminista Gloria Steinem.
También aparecen en la película fragmentos de las bossa novas del músico brasileño Antonio Carlos Jobim, «Garota de Ipanema» y «Corcovado», que suenan de fondo durante las escenas en las que Evey desayuna con V y más tarde con el presentador Gordon Deitrich. Para el sketch que aparece en el programa de este, se utilizó el tema «Yakety sax», conocido principalmente por el programa de comedia El show de Benny Hill, donde acompaña las escenas de persecución en alta velocidad. La alarma del despertador del inspector Finch, que suena en la mañana del 4 de noviembre, es la canción «Long Black Train» de Richard Hawley. También se elaboró un ritmo electrónico con el nombre de Toulouse una electrohouse hecha por Nicky Romero, donde los individuos del cortometraje están disfrazados con la máscara de Anonymous.

## Inspiraciones
V for Vendetta utiliza como inspiración histórica para el personaje V, la conspiración de la pólvora, en la que un grupo de trece católicos ingleses intentaron poner fin a las persecuciones religiosas del rey Jacobo I destruyendo el Parlamento del Reino Unido y creando así una situación de caos y desorden que llevase a la instauración de un régimen partidario del catolicismo. La noche del 4 de noviembre de 1605, uno de los conspiradores, Guy Fawkes, fue capturado en las cámaras situadas debajo del Parlamento con 36 barriles de pólvora y durante la tortura confesó todo el plan. Desde entonces, todos los 5 de noviembre se rememora en Inglaterra el fracaso de la conspiración.

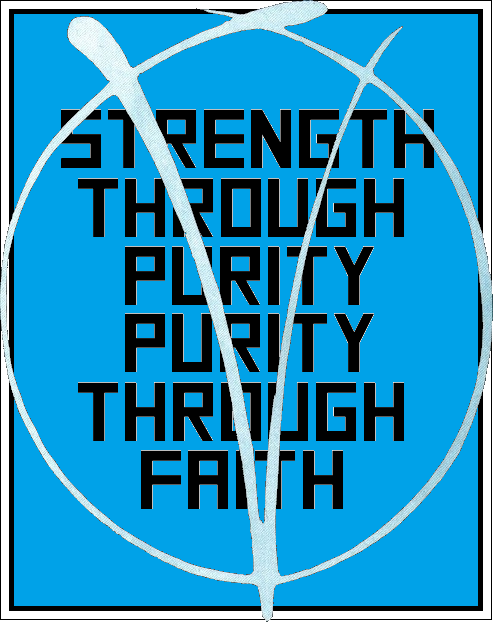
Cartel propagandístico del régimen de la película V for Vendetta.

La película inserta algunos paralelismos con la novela El conde de Montecristo, del escritor francés Alejandro Dumas, mediante comparaciones entre el protagonista de ésta, Edmond Dantès, y V: ambos personajes escapan de un encierro injusto y traumático en la cárcel, preparando durante décadas y bajo una nueva identidad su venganza hacia sus opresores. Muchos críticos y comentaristas han notado también ciertos elementos comunes entre la historia y la obra de Gastón Leroux, El fantasma de la ópera. Tanto V como el fantasma usan máscaras para esconder sus rostros desfigurados, se identifican con rosas, controlan a otras personas a través del poder de su imaginación, poseen pasados trágicos y están motivados por el deseo de venganza. La relación de V con Evey también crea un paralelo con muchos factores románticos de El fantasma de la ópera, en donde el fantasma enmascarado lleva a Christine Daaé a su guarida subterránea para reeducarla.
Siendo una película que se centra en la lucha entre la libertad y el estado, V for Vendetta toma elementos visuales de diversos íconos de regímenes totalitarios, tanto reales como ficticios. Estos incluyen elementos del nazismo y de la novela de George Orwell 1984. Por ejemplo, el líder Adam Sutler (quien evoca al nombre del dictador alemán Adolf Hitler) se hace presente mediante pantallas de vídeo gigantes y pósteres en los hogares londinenses, como figura alegórica al Gran Hermano, personaje de la novela 1984. En referencia a dicha novela, la frase "Fuerza a través de la unidad. Unidad a través de la fe" se estampa en todos los rincones de Londres, de manera similar a "La guerra es la paz. La libertad es esclavitud. La ignorancia es la fuerza". El personaje de Valerie fue enviado a un centro de detención por ser lesbiana y allí le fueron practicados experimentos médicos, de manera similar al trato recibido por los homosexuales durante el Holocausto Nazi en Alemania. El partido Fuego Nórdico reemplazó la Cruz de San Jorge por la Cruz de Lorena como su símbolo nacional nórdico. El mismo fue utilizado por las fuerzas "Francia Libre" durante la Segunda Guerra Mundial como símbolo del patriotismo francés como respuesta a la esvástica nazi. Los medios de comunicación se presentan en la película como entes serviles al manejo propagandístico del gobierno, una característica general de los regímenes totalitarios.

### Referencias políticas

Bandera encontrada en la habitación secreta de Gordon, en la que se mezclan la estadounidense y la británica con una esvástica nazi.

### La letra «V» y el número cinco

Primeras notas de la quinta sinfonía de Beethoven.

## Diferencias con la novela gráfica

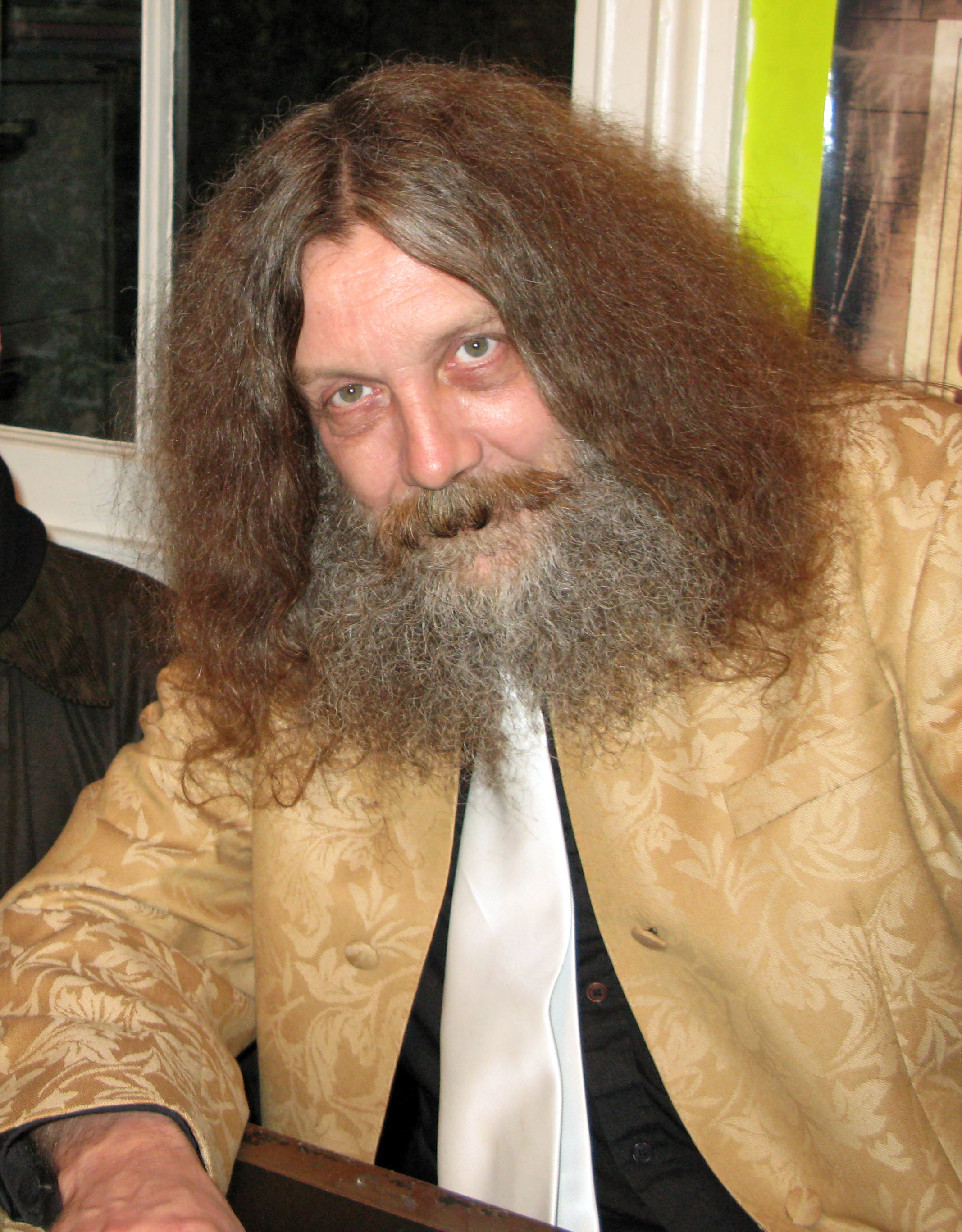
Alan Moore, autor de la novela gráfica de V for Vendetta, se disoció de la película ante su falta de participación en el guion y los cambios en este.

## Publicidad y estreno

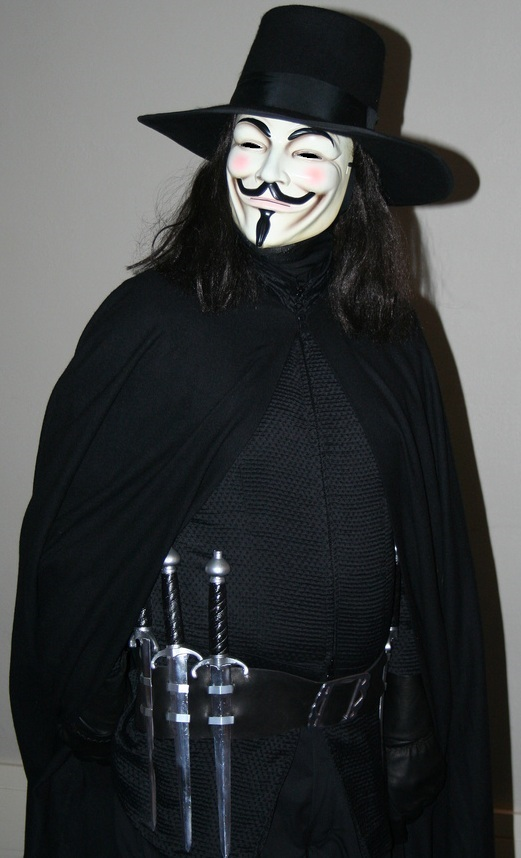
Cosplayer encarnando a V.

### Nominaciones y premios

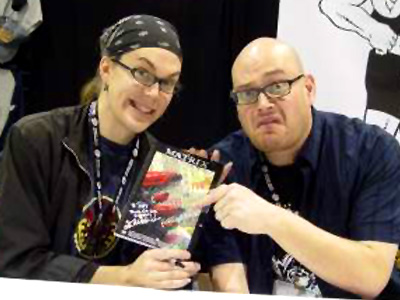
Las hermanas Wachowski fueron nominados a los premios Saturn en la categoría de «Mejor guion», pero no consiguieron ganarlo.

### Reacciones

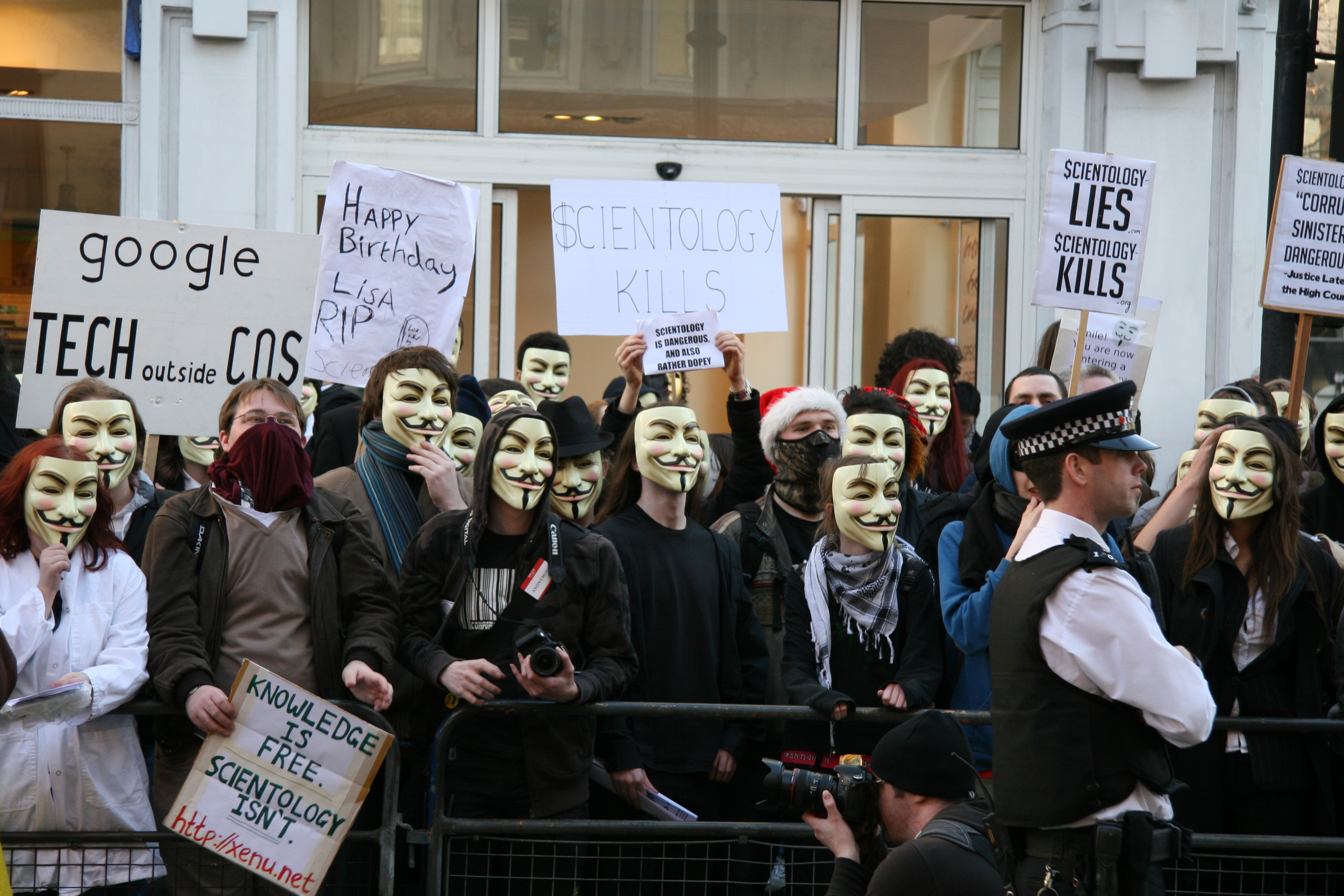
El grupo Anonymous utilizó máscaras de Guy Fawkes, popularizadas por la película, mientras mantenían protestas contra la Iglesia de la Cienciología en todo el mundo el 10 de febrero de 2008.

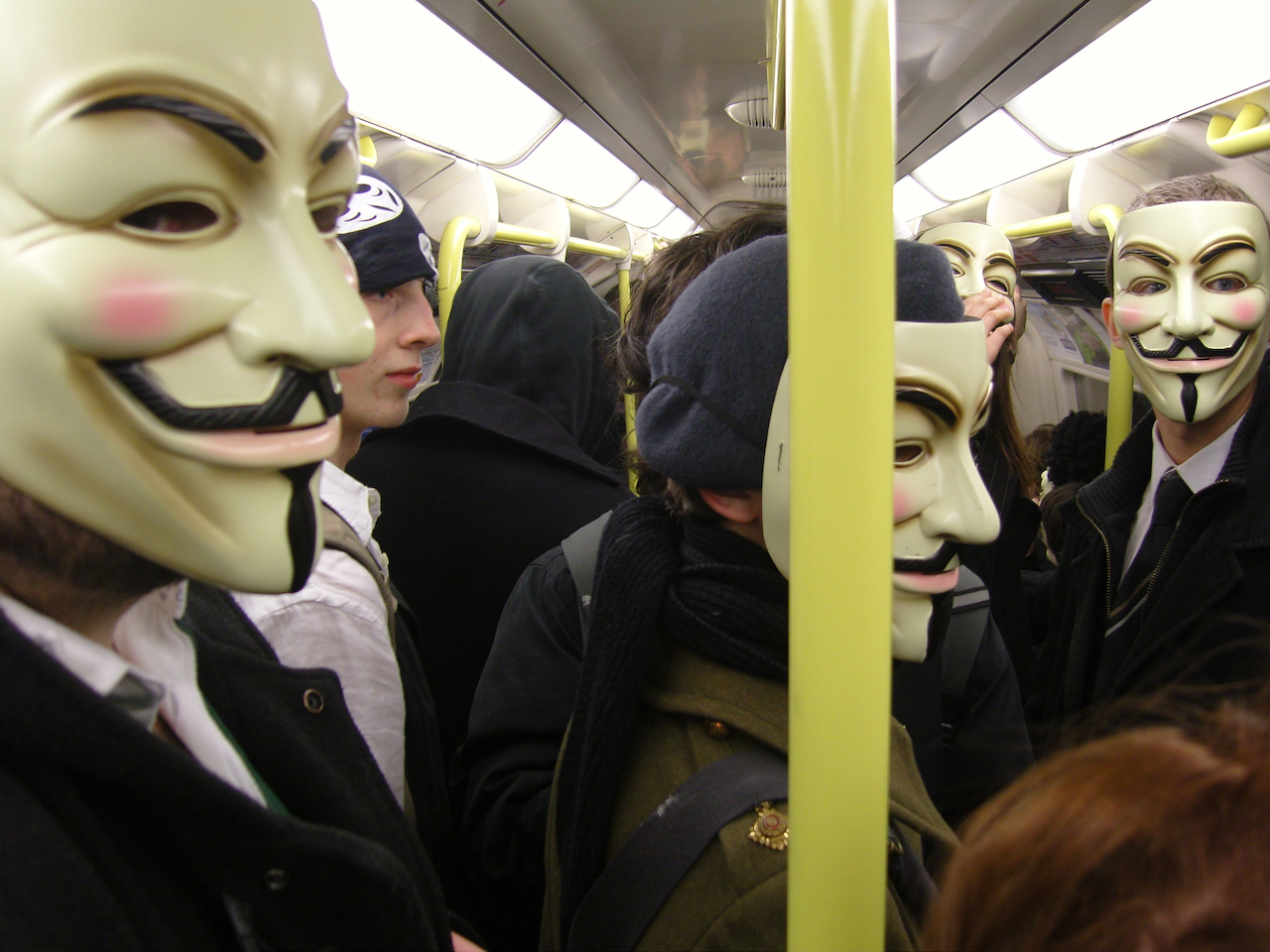
Anonymous en Londres

## Simbología